# 9 aC

## Esdeveniments

### Imperi romà
- Facundus Novus col·loca en el Camp de Mart a Roma un obelisc amb forma de solarium.
- Pannonia és incorporada a l'Imperi Romà com a part de la Il·líria.
- Tiberi continua la Conquesta de Germània.
- S'acaba l'Ara Pacis o "Altar de la Pau", que havia sigut iniciada quatre anys abans.

### Judea
- Herodes acaba la reconstrucció del Temple de Jerusalem.

## Necrològiques
- Setembre - Drus el Jove, fill de l'emperador August.